# Celldömölk
Celldömölk – miasto na Węgrzech w komitacie Vas, siedziba powiatu. 

## Historia
Miasto powstało z połączenia 5 sąsiadujących, niezależnych od siebie miejscowości. W czasach historycznych były to: Pórdömölk (siedziba opactwa), Nemesdömölk (siedlisko szlacheckie), Kiscell (niemiecka osada targowa, dziś miejsce pielgrzymkowe). W drugiej połowie XX w. do miasta przyłączono wsie o charakterze rolniczym: Alsóság (w 1950) oraz Izsákfa (w 1979).

## Warto zobaczyć
- rzymskokatolicki kościół parafialny pw. NMP, zbudowany w latach 1747-1748, mieści się na terenie dawnej osady Kiscell
- pomnik Trójcy Świętej
- pomnik Jánosa Hunyadiego, który wzniesiono w 1956 na cześć zwycięstwa bitwy pod Nándorfehérvárem.
- Muzeum Sághegyi
- Kalwaria

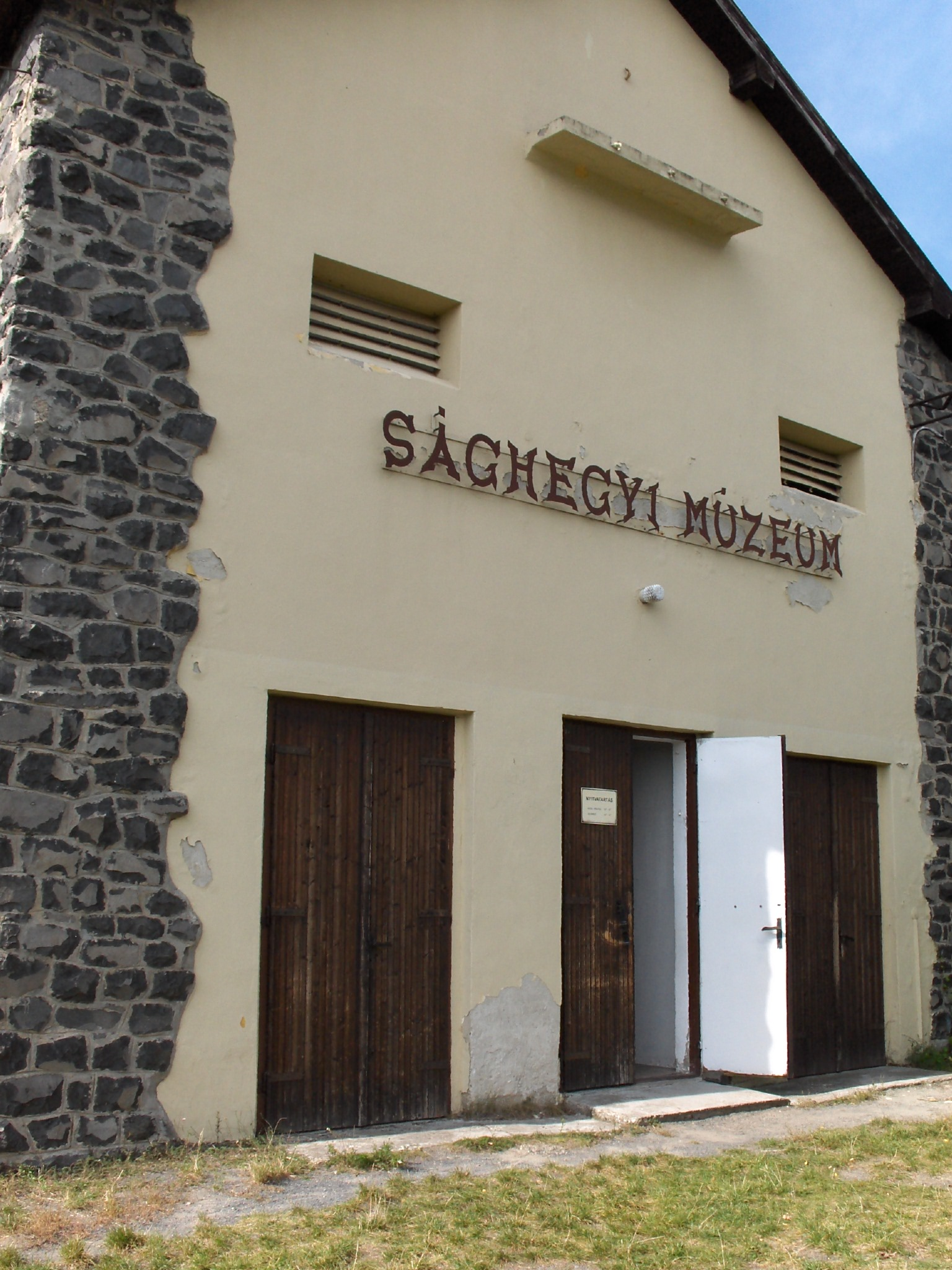
Budynek Muzeum Sághegyi
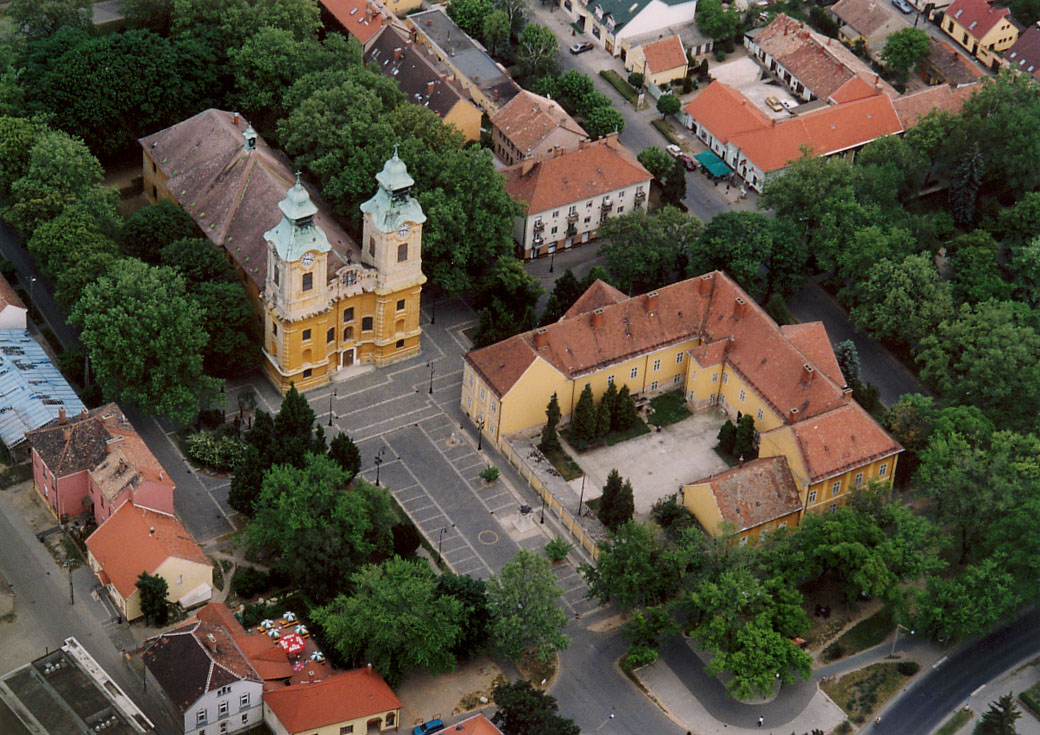
Barokowy kościół w Celldömölk, wybudowany w latach 1744–1748

## Urodzeni w Celldömölk
- Kati Piri – holenderska polityk

## Miasta partnerskie
- Pagnacco
- Serramazzoni
- Neudau
- Sângeorgiu de Pădure